# Esterificação
Esterificação ou Esterificação de Fischer ocorre quando um ácido carboxílico reage com um álcool produzindo éster e água. A reação inversa é denominada hidrólise, no qual o éster e a água dão origem a um álcool e um ácido carboxílico.
A água é formada pela união do grupo hidroxila (-OH) do ácido com o hidrogênio do álcool. Essa reação se assemelha a uma reação de neutralização, diferenciando-se no fato de que, junto a água, se forma um composto molecular e não um sal, que é iônico. 
A reação de esterificação direta é lenta, reversível, com um rendimento usual da ordem de 60% e deve ser catalisada por ácidos minerais fortes (H2SO4 ou HCl concentrados). Nesse tipo de reação, a ordem de reatividade dos álcoois é: primário, secundário e terciário, em que os álcoois terciários são muito pouco reativos. Quando a esterificação ocorre entre um ácido inorgânico ou álcool secundário ou terciário, a formação da água ocorrerá a partir do grupo hidroxila do álcool e o hidrogênio do ácido. Um exemplo desse tipo de reação é a formação da nitroglicerina a partir do glicerol e do ácido nítrico.
Na prática, os ésteres mais comuns são os encontrados nos óleos e nas gorduras vegetais e animais. Esses produtos são misturas de ésteres da glicerina com ácidos carboxílicos de cadeias longas, que são os chamados ácidos graxos.
Os glicerídios são os óleos e as gorduras, de grande importância na alimentação humana e dos animais (embora o excesso de triglicerídios no sangue possa provocar doenças, como as do coração).
Considerando que a esterificação direta é uma reação lenta e reversível, que tende para um estado de equilíbrio, pode-se preparar ésteres com maior rapidez e rendimento usando variantes da esterificação direta.
Como a reação de esterificação é um reação reversível, há 3 tipos de reações que ocorrem no sentido contrário, são elas:
Hidrólise ácida:
{\textstyle {\ce {H3C-CO-OCH3 + H-OH -> H3C-COOH + H3COH}}}
Nesta reação, temos um éster reagindo com a molécula de água, em meio ácido, resultando numa molécula de ácido carboxílico e álcool.
Hidrólise básica ou reação de saponificação:
Nesta reação, temos um éster reagindo em meio aquoso com uma base forte, resultando numa molécula de sal orgânico e álcool.
Alcoólise ou transesterificação:
Um éster reage com um álcool e produz um novo éster e um novo álcool.